# Самбата (Бихор)
Самбата (рум. Sâmbăta) насеље је у Румунији у округу Бихор у општини Самбата. Oпштина се налази на надморској висини од 140 m.

## Становништво
Према подацима из 2011. године у насељу је живело 467 становника.